# 1878 dans le catholicisme
Chronologie du catholicisme
- 1874
- 1875
- 1876
- 1877
- 1878
- 1879
- 1880
- 1881
- 1882

Cet article présente les faits marquants de l'année 1878 dans le catholicisme.

## Évènements
- 7 février : décès du pape Pie IX après un pontificat de 32 ans
- 19-20 février : conclave se terminant par l'élection de Léon XIII
- 21 avril : Encyclique Inscrutabili Dei Consilio de Léon XIII sur les dangers de la société moderne
- 4 mars : Léon XIII rétablit la hiérarchie catholique en Écosse par la lettre apostolique Ex supremo Apostolatus - érection de l'Archidiocèse de Saint Andrews et Édimbourg, de l'Archidiocèse de Glasgow et de leurs diocèses suffragants.
- 1er août : arrivée de l'abbé Paul Buguet comme curé de La Chapelle-Montligeon
- 21 décembre : Giacomo della Chiesa, futur pape Benoît XV, est ordonné prêtre en la basilique Saint-Jean-de-Latran.
- 28 décembre : Encyclique Quod apostolici de Léon XIII sur les erreurs modernes

## Naissances
- 6 janvier : Louis Le Hunsec, prélat et missionnaire français, vicaire apostolique de Sénégambie et évêque titulaire d'Europus (de) puis archevêque titulaire de Marcianopolis (de) († 25 décembre 1954)
- 13 janvier : Lionel Groulx, prêtre, historien et nationaliste québécois († 23 mai 1967)
- 18 janvier : Bleiz Lannvau, prêtre français et poète en langue bretonne († 18 août 1945)
- 31 janvier : François-Marie Picaud, prélat français, évêque de Bayeux († 29 mars 1960)
- 2 février : Cyrillus Jarre, prélat allemand, missionnaire en Chine, archevêque de Tsinan († 8 mars 1952)
- 15 février : Louis-Joseph Kerkhofs, prélat belge, évêque de Liège († 31 décembre 1962)
- 17 février : Maurice Laverseyn, prêtre français de la Curie romaine († 18 novembre 1971)
- 6 mars : Bienheureux Marie-Joseph Cassant, prêtre et moine trappiste français († 17 juin 1903)
- 12 mars : Sainte Gemma Galgani, jeune mystique italienne.
- 14 mars : Joanny Thévenoud, prélat et missionnaire français, vicaire apostolique d'Ouagadougou et évêque titulaire de Sitifis (de) († 16 septembre 1949)
- 15 mars : Robert Jacquinot de Besange, prêtre jésuite, enseignant et missionnaire français en Chine († 10 septembre 1946)
- 16 mars : Bienheureux Clemens August von Galen, cardinal et opposant au nazisme allemand († 22 mars 1946)
- 10 avril : Maxime IV Sayegh, cardinal libanais, patriarche melkite d'Antioche († 5 novembre 1967)
- 26 avril : Jean-Baptiste Frey, prêtre, exégète et enseignant français († 19 mars 1939)
- 23 mai : Bienheureuse Marie-Céline de la Présentation, religieuse clarisse française († 30 mai 1897)
- 25 juin : Ambroise de Poulpiquet, prêtre dominicain, théologien et écrivain français († 22 avril 1915)
- 30 juin : Roberto Vicentini, prélat italien, dernier patriarche latin d'Antioche († 10 octobre 1953)
- 27 juillet : Léon Durand, prélat français, évêque d'Oran, précédemment évêque titulaire de Tricomie (de) († 20 mars 1945)
- 4 août : Pierre Duchaussois, prêtre, missionnaire et auteur français († 9 novembre 1940)
- 6 août : Henri Watthé, prêtre et missionnaire français, fondateur de la Maison du Missionnaire († 18 novembre 1935)
- 8 août : Maurice-Louis Dubourg, prélat français, archevêque de Besançon († 31 janvier 1954)
- 20 août : Jakub Deml, prêtre et écrivain tchèque († 10 février 1961)
- 28 août : Bienheureuse Maria Assunta Pallotta, religieuse, missionnaire en Chine et martyre italienne († 7 avril 1905)
- 31 août : Jean Amoudru, prélat et missionnaire français, évêque clandestin en URSS († 12 octobre 1961)
- 18 septembre : François Boursier, prêtre, musicien et résistant français fusillé († 20 août 1944)
- 3 novembre : 
  - Georges Choquet, prélat français, évêque de Tarbes († 20 avril 1946)
  - Charles Vogel, prélat et missionnaire français, évêque de Shantou († 13 avril 1958)
- 4 décembre : Joaquim Domingues de Oliveira, prélat brésilien, premier archevêque de Florianópolis († 18 mai 1967)

## Décès
- 2 janvier : Edward Caswall, prêtre anglican devenu prêtre catholique et poète britannique (° 15 juillet 1814)
- 7 février : Bienheureux Pie IX, 255e pape (° 13 mai 1792)
- 22 février : Bienheureuse Émilie d'Oultremont, religieuse et fondatrice belge (° 11 octobre 1818)
- 26 février : 
  - Godefroy Brossay-Saint-Marc, cardinal français, premier archevêque de Rennes (° 5 février 1803)
  - Angelo Secchi, prêtre jésuite et astronome italien (° 28 juin 1818)
- 14 mars : Mar Joseph VI Audo, patriarche de l'Église catholique chaldéenne  (° 1790)
- 30 mars : Luigi Amat di San Filippo e Sorso, cardinal italien de la Curie romaine, précédemment diplomate du Saint-Siège et archevêque titulaire de Nicée (° 20 juin 1796)
- 3 avril : Giovanni Spano, prêtre, archéologue, linguiste, ethnologue et universitaire italien (° 8 mars 1803)
- 6 avril : Giuseppe Berardi, cardinal italien de la Curie romaine, précédemment archevêque titulaire de Nicée (° 14 septembre 1810)
- 19 avril : Henri Victor de L'Espinay, prêtre et homme politique français (° 26 juillet 1808)
- 29 avril : Emmanuel Verrolles, prélat et missionnaire français, vicaire apostolique de Liaotung et évêque titulaire de Columbica (de) (° 12 avril 1805)
- 3 mai : Eugène Boré, prêtre, missionnaire et archéologue français (° 15 août 1809)
- 1er juillet : Édouard Dubar, prélat jésuite et missionnaire français, vicaire apostolique du Sud-Est de Tché-Li et évêque titulaire de Canatha (de) (° 12 octobre 1826)
- 31 juillet : Alessandro Franchi, cardinal de la Curie romaine, cardinal-secrétaire d'État, précédemment archevêque titulaire de Thessalonique (de) (° 25 juin 1819)
- 20 août : Aloïse Guthlin, prêtre, théologien, écrivain, métaphysicien et défenseur français du catholicisme libéral (° 28 décembre 1828)
- 26 août : Sainte Marie de Jésus Crucifié, religieuse et mystique ottomane (° 5 janvier 1846)
- 23 septembre : Fabio Maria Asquini, cardinal italien de la Curie romaine, précédemment diplomate du Saint-Siège et archevêque titulaire de Tarse (° 14 août 1802)
- 11 octobre : Félix Dupanloup, prélat, homme politique et écrivain français, évêque d'Orléans, membre de l'Académie française (° 3 janvier 1802)
- 24 octobre : Paul Cullen, cardinal irlandais, archevêque de Dublin (° 29 avril 1803)
- 22 novembre : Louis Elloy, prélat et missionnaire français, vicaire apostolique de Océanie centrale et évêque titulaire de Tipasa-en-Maurétanie (de) (° 1825 ou 1829)
- 30 novembre : Adrien Languillat, prélat jésuite et missionnaire français, vicaire apostolique de Nankin et évêque titulaire de Sergiopolis (de) (° 28 septembre 1808)